# Craigavon Bridge
Il Craigavon Bridge ("Ponte Craigavon") è uno dei due ponti che, nella città  di Derry, in Irlanda del Nord, attraversano il fiume Foyle. La sua peculiarità è quella di essere l'unico ponte a due piani d'Europa (se non si considera il Viadotto Soleri, ponte promiscuo stradale e ferroviario di Cuneo in Piemonte). Deve il suo nome al primo ministro nordirlandese James Craig.
L'attuale costruzione a due piani è stata preceduta da altri due ponti costruiti nella stessa zona, il primo dei quali fabbricato verso la fine del diciottesimo secolo. Questo ponte, realizzato in legno, venne rimpiazzato intorno al 1860 da una più moderna struttura in acciaio, che prese il nome di Carlisle bridge.
La costruzione dell'attuale ponte a due piani iniziò verso la fine degli anni venti del ventesimo secolo, e fu ultimata nel 1933. Il piano inferiore del ponte era originariamente occupato da una linea ferroviaria, ma questa fu trasformata in una strada una ventina di anni più tardi.